# Gårtjärnet (Silleruds socken, Värmland, 658094-130450)
Gårtjärnet är en sjö i Årjängs kommun i Värmland och ingår i Göta älvs huvudavrinningsområde.